# 二重課税
二重課税（にじゅうかぜい、英: double taxation、tax on tax）とは、一つの課税原因（税金が課されることとされている取引や事実関係）に関して、同種の租税が2回以上課される状態 定義されている。単に二種類の課税がなされているだけでは二重課税と見なさないと答申がされている。さらには、「同種の租税がされている」という定義通りの二重課税であっても対処については立法政策上で国家の課税権の範囲とみなされている。そのため、定義通りの二重課税のケースであっても、直ちに違法・憲法違反とならないとの判例になっている。

## 分類
- 講学上は二重課税を分類し、同一の納税者に対して複数回課税を行うことを法律的二重課税というのに対し、同一の課税物件に対して複数回課税を行うことを経済的二重課税という場合もある。
- また、別の切り口からは二重課税は後述の二重課税の類型とその排除方法のとおり、
  - 国内的二重課税（国内で発生した課税原因によって生ずるもの）
  - 国際的二重課税（国内と海外にまたがって生じた課税原因によって生ずるもの）

に分類しうるが、いずれにしても二重課税の状態を放置すると、場合によっては担税力を超過する税負担を生ずることもあり、商取引を行う者の利益が著しく損なわれるため、経済成長の阻害要因となる。このため、さまざまな方法によりその排除が試みられている。
国内的二重課税と国際的二重課税を比較すると一般的に排除が困難なのは、後者の国際的二重課税とされている。これは、後者では課税原因が複数の国家の課税管轄権の下で生ずることとなり、国家にとっては課税権は最も基本的な主権であることから、他国と容易に妥協を行うことが極めて難しいからと説明できる。しかしながら、近代に入り、国際連盟や国際連合、さらにはOECDなどにおいて、統一的な租税条約モデル作りなどの国際的二重課税の排除ルールを作成する努力が重ねられてきた。

## 国内的二重課税

### 所得税と法人税
法人の配当は法人税課税済の利益から支払われることから、配当を受領する個人株主の段階で再び所得税を課すと、法人税と所得税との二重課税が生じうる。
これの排除（配当控除）については、理論的には次のように様々な方法が提案されまた世界各国でも採用されているが、あまり複雑なものは精緻であっても実務的に耐えられず、さりとて簡便すぎれば部分的な排除しかできないといったジレンマも指摘されている。
- 個人の受取配当に対応する法人税相当額を加算したものをその個人の所得税の課税標準に含めて所得税額を算出後、加算した法人税額相当額を税額控除する方法（インピュテーション方式）
- 法人の支払配当をその支払法人の損金に算入する方法
- 配当を受け取った個人がその一定割合を所得控除や税額控除する方法

### 相続税と所得税

#### 死亡生命保険金の年金形式受取り
平成20年に訴訟が開始された所得税更正処分取消請求事件について平成22年7月6日、最高裁判所第三小法廷判決において、被相続人の死亡生命保険金を相続人が年金払いで受け取る際、相続税と所得税が二重に課税されているとして、所得税の課税を取り消すとの判決を行った。これは最高裁判所で二重課税が明確に認められた稀有なケースである。そのため、富士通総研は今後の影響が議論されていると述べている。

### 消費税と物品税
酒やタバコ、ガソリンには、酒税やたばこ税、ガソリン税といった物品税がそれぞれかけられている。これらの税の納税義務者は製造業者などであるため最終消費者は物品税を納税していないが、本体価格は物品税相当額が上乗せされた価格であると想定され、物品税に対して消費税が課されて二重課税であるとの批判がある。拡大的に考えれば固定資産税や関税などの費用も商品やサービスの本体価格に上乗せされていると想定されるため、その部分に掛かる消費税については二重課税と考えることができる。これらは法律的には二重課税にはなっていないが、実質的には二重課税の状態であるため経済的二重課税であると言える。
問題視されている物品税の例
- 酒税
- たばこ税
- ガソリン税（令和7年現在、廃止が検討されている）
- 石油石炭税
- 石油ガス税

消費税自身については受け取ったものと払った物で相殺された物が納付されるため多重課税にはならない。

### 贈与税と相続税
相続税では、被相続人の遺産のみならず一定の生前贈与財産も課税対象になるため、過去の贈与につき贈与税が課されている場合には二重課税が生じてしまう。そこで相続税の申告の際、既に納付した贈与税を相続税から控除することが認められている。二種類の税額控除制度がある。（相法19条・21の15条）

#### 暦年課税に係る贈与税額控除
相続開始前7年以内（2026年12月以前の相続は3年以内、2027年～2030年中の相続は2024年1月以後分）の生前贈与加算された贈与財産に課された贈与税があるときは、加算対象になった暦年課税に係る贈与財産の価額（基礎控除以下の贈与を含む）に対応する贈与税額が控除される。控除しきれない税額があっても、還付を受けることができない。

#### 相続時精算課税に係る贈与税額控除
被相続人から相続時精算課税にかかる贈与を受けた財産（相続時精算課税適用財産）に課された贈与税があるときは、加算された相続時精算課税の適用を受ける贈与財産の価額（2024年以後の贈与は基礎控除後）に対応する贈与税額が控除される。控除しきれない税額があるときは、申告により還付を受けることができる。

## 国際的二重課税

### 居住地国と居住地国
国家は、一般的に自国の居住者（ここでは、個人も法人も含む）に対しては、属人主義的な立場から全世界所得課税（どこの国で稼得した所得であろうと課税対象とする方式）を行う国が多い。したがって「居住者」の定義は国家の課税権の及ぶ範囲を決定する上で重要な概念の一つとされる。この居住者の定義が全世界共通であれば各国の租税法が適正に執行される限りにおいて課税権が重複する問題は生じないはずであるが、現実的には国家はその成立に至る歴史や法体系が異なることから、居住者について国内法上異なった定義を置いている。このことから、ある国家とその他の国家とで二重に居住者とされてしまい、一つの所得にも拘わらず重複して課税を受けることがある。

#### 二重課税排除方法
例えば日本では、本店又は主たる所在地のある国を法人の居住地国として取り扱っているが、イギリスの国内法では、法人を管理支配する場所が居住地国であるとされている。したがって、日本で登記された法人の取締役会がイギリスで開催され、実質的にイギリスで管理支配されているとした場合、その法人は日本法人、イギリス法人のどちらなのかといった問題が生じうる。これについては、租税条約締結国同士であれば、「居住者」の一般的なルールを定めるほか、解釈に争いのある場合にはお互いに協議を行って居住性を判断することにより二重課税を排除する道が開かれている。

### 源泉地国と源泉地国
また、国家は自国の居住者以外（非居住者）の者に対しても、自国の領土やインフラなどを使用し所得を稼得したのであれば、属地主義的な立場から課税権を行使することが一般的であり、これは、源泉地国課税などと呼ばれる。そのため、ある国とその他の国とがそれぞれに自国が所得の源泉地であるとの主張を行った場合、二重課税が生じうる。この排除についても、租税条約上の協議が有効な手法と考えられる。

### 居住地国と源泉地国
例えば、ある国の居住者が他の国に支店などを設けて営業活動を行う場合、前述の全世界所得課税の考え方と源泉地国課税の考え方の抵触により二重課税が生じうる。
- 二重課税排除の原則
  - これについては、一般的に次の二つの方式により二重課税を排除することとされている。
    - 外国税額控除方式:居住者に対し全世界所得課税を行った後、国外に源泉のある所得に対して外国で課された税額を国内税額から控除する方式
    - 国外所得免除方式:居住者に対し全世界所得課税を放棄して、国外に源泉のある所得には課税しない（外国に課税権を譲歩する。）方式

また、利子、配当や使用料といった一定の所得については租税条約において、あらかじめ居住地国と源泉地国との課税権の配分方法（場合によっては課税権の放棄）や税率の制限などを定めており、前述の二つの方式と組み合わせにより排除を狙っている。